# Maharadjahens Yndlingshustru II
|  | Denne artikel er oprettet af botten PalnaBot ud fra en ekstern database. Den kan derfor have sproglige fejl eller mangler. Denne skabelon kan fjernes efter kontrol af indholdet. |

Maharadjahens Yndlingshustru II er en film fra 1919 instrueret af August Blom efter manuskript af Alfred Kjerulf, Marie Louise Droop.